# Avril 1996

## Événements
- États-Unis : fusion de Nynex et de Bell Atlantic et de SBC et Pacific Telesis. Il ne reste plus que cinq compagnies régionales de téléphone.

- 4 avril : 
  - Mathieu Kérékou, ancien président du Bénin, est élu chef de l’État contre le président sortant Nicéphore Soglo (fin en 2006).
  - US Farm Bill. Loi mettant un terme à la régulation de la production agricole[1].
- 7 avril, Formule 1 : Grand Prix automobile d'Argentine.
- 9 avril : Item Veto pour le président des États-Unis à partir de 1997.
- 10 avril : déclenchement de l'opération Raisins de la colère par les Israéliens au Liban du Sud, en réaction aux tirs de roquettes du Hezbollah. Elle vise les infrastructures économiques mais provoque des pertes civiles. Les populations du sud fuient vers le nord.
- 11 avril : signature au Caire du traité de Pelindaba, sur la dénucléarisation de l'Afrique et de l'Océan Indien.
- 17 avril : au Brésil, de violents affrontements éclatent entre les propriétaires terriens et les sans-terre à Eldorado de Carajas. Dix-neuf paysans sont tués. Le 18 décembre, le président Fernando Henrique Cardoso fait redistribuer 1 000 km2 de terres de riches domaines privés pour les donner à plus de 3600 familles pauvres, et autorise la reprise de terres attribuées aux Indiens[2].
- 18 avril : bombardement de Cana. Un bombardement israélien sur un camp de la FINUL fait 102 morts civils au Liban et des centaines de blessés.
- 19 avril : départ des derniers Casques bleus du Rwanda.
- 24 avril :
  - États-Unis : loi antiterroriste qui autorise l’expulsion de tout émigré ayant été condamné une fois pour crime. Décret sur le crime, qui étend la peine de mort à toute une série de crimes et affecte 8 milliards de dollars à la construction de prisons.
  - Le Conseil national palestinien supprime de la Charte de l'OLP les articles qui demandaient la disparition de l’État d’Israël.
- 26 avril : 
  - le GIA revendique l'enlèvement des sept moines du monastère de Tibéhirine et propose à la France la libération des moines contre des prisonniers islamistes.
  - Un cessez-le-feu est obtenu au Liban du Sud grâce à une médiation franco-américaine. Des comités de surveillance sont mis en place.
- 28 avril, Formule 1 : Grand Prix automobile d'Europe.

## Naissances
- 2 avril : 
  - Mariana Esteves, judokate portugaise et guinéenne.
  - Tinara Moore, joueuse de basket-ball américaine.
  - Ninho, rappeur français.
  - André Onana, footballeur camerounais.
- 3 avril : Lee Chih-kai, gymnaste artistique taïwanais.
- 4 avril : Austin Mahone, chanteur américain.
- 5 avril : Rashmika Mandanna, actrice indienne.
- 10 avril : Loïc Nottet, chanteur et compositeur belge.
- 14 avril : Abigail Breslin, actrice américaine.
- 19 avril : Oli, rappeur français.
- 24 avril : Ashleigh Barty, joueuse de tennis australienne.
- 25 avril : Miguel Herrán, acteur espagnol.

## Décès
- 6 avril : Greer Garson, actrice (° 29 septembre 1904).
- 6 avril : Canjo Amissi, auteur-compositeur-interprète et guitariste burundais (° 5 mai 1957).
- 16 avril : Lucille Bremer, actrice (° 21 février 1917).
- 21 avril : Robert Hersant, magnat français de la presse (° 31 janvier 1920).
- 22 avril : Mario Luigi Ciappi, cardinal italien, dominicain et théologien (° 6 octobre 1909).
- 26 avril : Gregory Ken, chanteur français (° 12 mars 1947)
- 29 avril : Mario David, acteur français (° 9 avril 1927).
- 23 avril : Pamela L. Travers, romancière, actrice et journaliste (Œuvre principale : série Mary Poppins) ( 9 août 1899)